# Puig Rodó (Masarac)
El Puig Rodó és una muntanya de 64,5 metres que es troba al municipi de Masarac, a la comarca catalana de l'Alt Empordà.